# Шиперки
Шиперки (пол. Szyperki) — село на Закерзонні, в Польщі, у гміні Яроцин Ніжанського повіту Підкарпатського воєводства. Населення — 556 осіб (2011).

## Історія
Після анексії поляками Галичини західне Надсяння півтисячоліття піддавалось інтенсивній латинізації та полонізації.
У 1831 р. в селі було 280 греко-католиків, які належали до парафії Дубрівка Каньчузького деканату Перемишльської єпархії.
У 1875 р. великим землевласником Покровським збудована церква.
Відповідно до «Географічного словника Королівства Польського» в 1892 р. Шиперки знаходились у Нисківському повіті Королівства Галичини та Володимирії Австро-Угорщини, в селі було 75 будинків і 403 мешканці, з них 208 греко-католиків, 170 римо-католиків і 25 юдеїв.
На 01.01.1939 в селі проживало 490 мешканців (200 українців-грекокатоликів і 290 поляків). Село входило до ґміни Яроцин Нисківського повіту Львівського воєводства Польщі, в селі проживало 217 українців-грекокатоликів (парафія Дубрівка Лежайського деканату Перемишльської єпархії).. На той час унаслідок насильної асиміляції українці західного Надсяння опинилися в меншості, тому не могли протистояти антиукраїнському терору під час і після Другої світової війни.
Після Другої світової війни греко-католицьку каплицю перетворили на римо-католицький костел, 1970 року перебудували.
У 1975—1998 роках село належало до Тарнобжезького воєводства.

## Демографія
Демографічна структура станом на 31 березня 2011 року:
|          | Загалом | Допрацездатний вік | Працездатний вік | Постпрацездатний вік |
| -------- | ------- | ------------------ | ---------------- | -------------------- |
| Чоловіки | 272     | 63                 | 182              | 27                   |
| Жінки    | 284     | 63                 | 157              | 64                   |
| Разом    | 556     | 126                | 339              | 91                   |

## Прихід
Кількість греко-католиків у селі: 1831—280, 1838 — бл. 200 (з 490 мешканців), 1842—291, 1849—280, 1869—316, 1885—349, 1899—210, 1913—240, 1928—210, 1939—217.